# Pécs villamosvonal-hálózata
Pécs villamosvonal-hálózata egykori villamosvonal-hálózat, mely 1913 és 1960 között működött Pécsett. A három vonalból álló hálózat szerepét az autóbusz vette át, de korszerű formában történő újbóli kiépítése azóta is többször napirendre került.

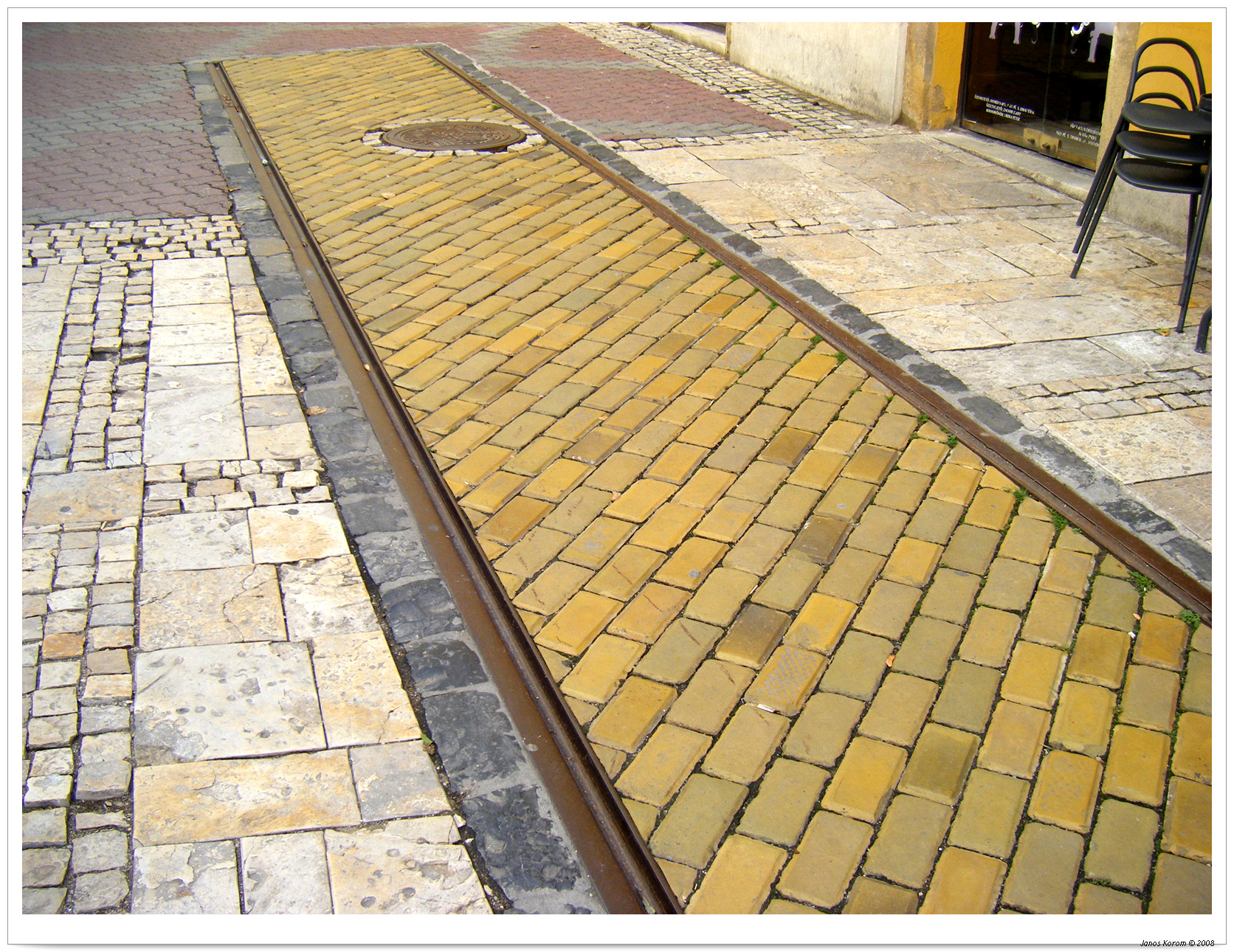
Sínpár jelzi az egykori pécsi villamos emlékét a Jókai téren

## Története
A villamost Pécsett nem előzte meg sem ló-, sem gőzvasút. 1910-ben Nendtvich Andor polgármester irányításával a villamosvasúti intézőbizottság szerződést dolgozott ki, amely a Ganz-féle Pécsi Villamosági Rt-t bízta meg a kivitelezési munkákkal és amely húsz évre a Pécsi Villamos Vasúti Rt-nek adta meg az üzemeltetés jogát. A vasút építésének tervezésével, irányításával Lépes György és Valatin Béla mérnököket bízták meg.
Az engedélyokiratot 1913. július 10-én adta ki a kereskedelmi miniszter; az első próbajárat ugyanezen év szeptember 19-én közlekedett. Végül október 20-án elindult a város címerével ékesített, kék szegélyes pécsi villamos, ezzel Pécs lett a 29. város a monarchiában. Az egyvágányú, kitérő rendszerben működtetett villamosközlekedés egyszerre három vonalon indult be Pécsett:
- Zsolnay gyár – Főpályaudvar,
- Budai külvárosi pályaudvar – Hadapród iskola,
- Zsolnay gyár – Hadapród iskola

A pécsi villamos 47 év alatt sok mindent megért. Az idő során korszerűtlenné és öreggé vált villamosforgalmat a város vezetésének pénz szűkében meg kellett szüntetnie. Helyette újjá kellett szervezni a város autóbusz forgalmát. 1960. augusztus 31-én tette meg utolsó útját a pécsi villamos. Felvirágozva indult a Tüzér utcai végállomásról. Mire bedöcögött a Széchenyi térre, már jelentős tömeg kísérte.

## Emlékek
Napjainkra a pécsi villamosról már csak néhány tárgyi emlék maradt fenn. Áll még a remíz, az aszfaltban megbújik néhány síndarab és egyes belvárosi épületeken még ott díszelegnek a rozettás felsővezeték-tartó kampók.
A villamos átadásának századik évfordulójáról több civil szervezet emlékezett meg közös sétával, kiadvánnyal és egy régi budapesti villamos motorkocsi kiállításával.

## Tervek
A rendszerváltás óta a pécsi közgyűlésen többször felmerült az ötlet, hogy ismét kiépítsenek egy villamos hálózatot a városban, ám e téren érdemi munka sokáig nem történt. 2010. december 20-án megjelent hírek szerint a pécsi önkormányzat elnyert egy uniós finanszírozású alapból több mint 381 millió forintot, amelyből részletes megvalósíthatósági tanulmány készülhet egy esetleges villamoshálózatról. Az önkormányzat egy másik pályázattal 368 millió forinthoz jutott százszázalékos támogatásként. A megvalósíthatósági tanulmány 90 milliárd forintos költséggel számolt a villamos újjáépítésére, emiatt a város a tervet 2013 őszén elvetette.

## Virtuális villamos
2015 májusára készült egy virtuális villamospálya Pécsre, nagyjából a történelmi nyomvonal gerincét követve.